# Marklowice
Marklowice (deutsch Marklowitz) ist ein Dorf und Sitz der gleichnamigen Gemeinde im Powiat Wodzisławski der Woiwodschaft Schlesien in Polen.

## Sehenswürdigkeiten
Der Ort hat eine erwähnenswerte Schrotholzkirche in Oberschlesien.

## Partnergemeinde
- Stonava, Tschechien

## Persönlichkeiten
- Kornelia Kubińska (* 1985), polnische Skilangläuferin